# Il fantastico viaggio del bagarozzo Mark
Il fantastico viaggio del bagarozzo Mark è il quarto album in studio dei Goblin, realizzato dopo il successo di Suspiria, nel 1978.

## Il disco
È il secondo disco non legato a nessun film (il primo è Roller), tranne che per le tracce 2 (Le cascate di Viridiana), 5 (La danza) e 7 (Notte) usate nel film Wampyr (Martin), horror del 1978 scritto e diretto da George A. Romero. È un concept album progressive dedicato alle avventure di un abitante dell'immaginaria terra di Goblin ed è anche la prima opera della band con brani cantati dal chitarrista Massimo Morante. L'album ebbe scarso successo di vendite.
Nel 2001 esce in CD audio per la Cinevox una versione restaurata dell'album con aggiunta due bonus-video: un'intervista alla band (riformatasi in quel periodo per l'album Non ho sonno) realizzata dai musicisti Luca Cirillo e Maurizio Mansueti e un videoclip del brano Non ho sonno.

## Tracce
Tutti i testi composti da Massimo Morante
Tutte le musiche composte da Marangolo/Morante/Pignatelli/Simonetti
1. Mark il bagarozzo – 5:00
2. Le cascate di Viridiana – 5:45
3. Terra di Goblin – 4:35
4. Un ragazzo d'argento – 4:43
5. La danza – 5:17
6. Opera magnifica – 3:55
7. Notte – 2:45
8. ...E suono rock – 4:33

### Tracce Bonus (ristampa del 2001)
1. intervista realizzata da Luca Cirillo e Maurizio Mansueti
2. Non ho sonno (Video)

## Formazione
- Massimo Morante: chitarre acustiche ed elettriche, voce
- Fabio Pignatelli: basso; chitarra acustica (traccia 2)
- Claudio Simonetti: pianoforte, tastiere & sintetizzatori; voce (traccia 7)
- Agostino Marangolo: batteria, percussioni
- Antonio Marangolo: sax (traccia 2 e traccia 8)